# Julian Erdem
Julian Erdem (* 30. September 1984 in Berlin) ist ein deutscher Jazzmusiker (Schlagzeug, Komposition).

## Leben und Wirken
Erdem besuchte gemeinsam mit dem Pianisten Can Olgun die Erich-Hoepner-Schule, wo sie 2002 die Gründung der Schulbigband initiierten. Er studierte zunächst an der Hochschule für Musik und Theater Hamburg Jazz-Schlagzeug bei Holger Nell. Mit einem Fulbright-Stipendium erwarb er am City College of New York einen Master-Abschluss in Jazz Performance mit hervorragendem Notendurchschnitt.
2015 gründete Erdem sein Quartett mit Can Olgun, Keisuke Matsuno und Thomas Morgan, das mit seinen Kompositionen sein Debütalbum Little Flower (Unit Records, 2017) einspielte.  Mit dieser Band präsentierte er sich in den USA und Deutschland, etwa beim Elbjazz-Festival. Weiterhin arbeitet er im Trio mit Mark Pringle und Keisuke Matsuno.
Als Adjunct Professor übernahm Erdem am City College of New York Lehrtätigkeiten, hielt dort Vorlesungen in Jazzgeschichte und leitete Jazzcombos.